# Октопус (приманка)

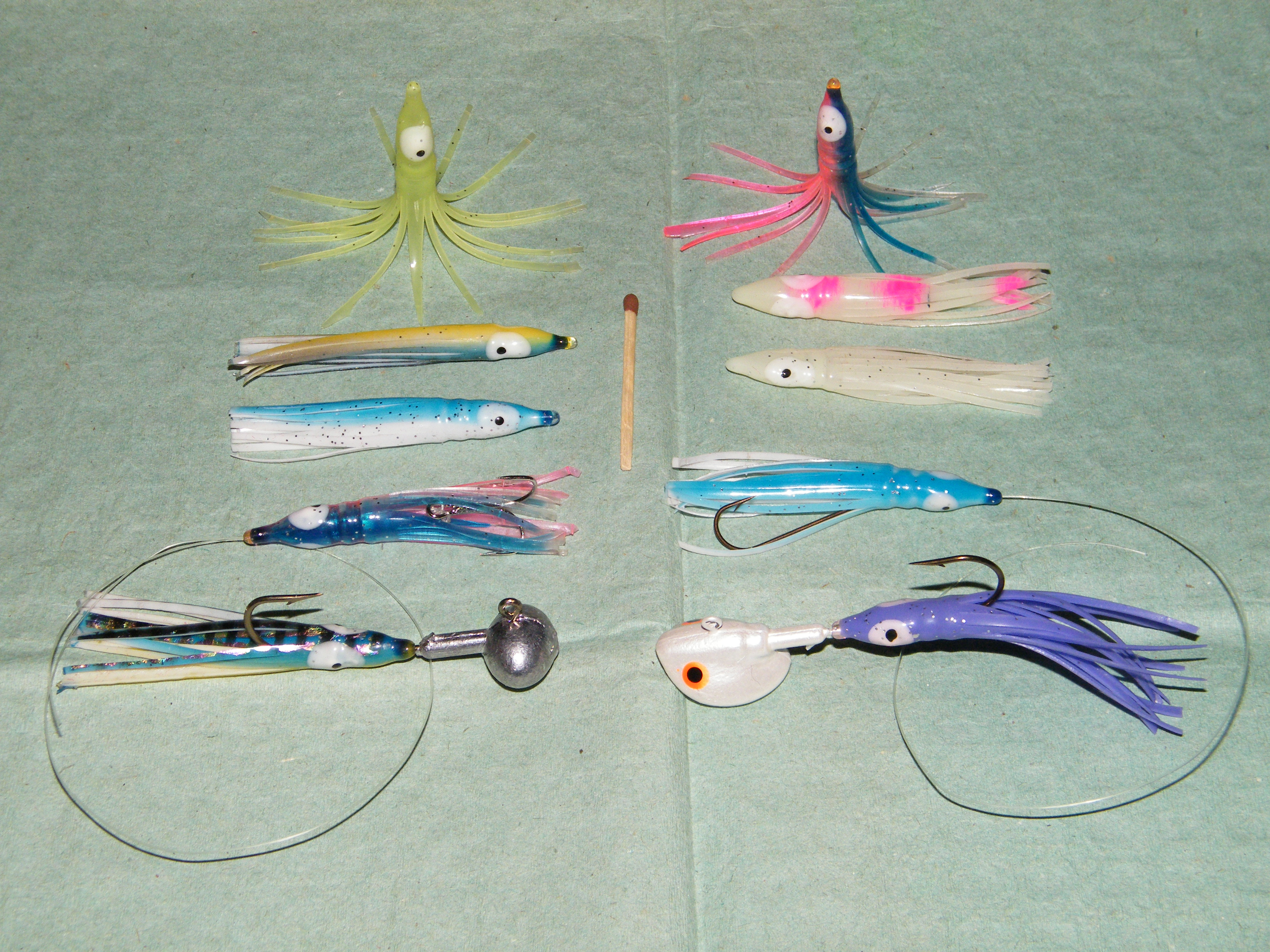
Октопусы,
оснастка с тройником и офсетным крючком,
октопусы с джиг-головкой.

Окто́пус (кальмарчик, от греч. Ὀκτάπους - осьминог) — искусственная рыболовная приманка.
По своей форме, размерам и внешнему виду напоминает осьминога или кальмара.
Октопусы изготавливается из силиконовой трубки с конической вершиной. Нижний край трубки разрезается продольно, образуя бахрому.
«Кальмарчики» выпускаются различных размеров и с разнообразной окраской.
Применяются для ловли хищных рыб на летней или зимней (подлёдной) рыбалке.
Через отверстие в конической вершине октопуса пропускается леска, к которой привязывается крючок или тройник (тройной крючок). Положение крючка (тройника) регулируется дополнительными фиксаторами (тонкими пластмассовыми трубками, надетыми на леску).
Для регулирования плавучести внутри октопуса могут располагаться поплавки или грузила-дробинки.
Октопусы могут применяться совместно с джиг-головкой.
Зимой снасть с октопусами применяют для отвесного блеснения, летом — ими оснащают спиннинг или используют для троллинга.